# Польський Опір під час Другої світової війни
Рух Опору в Польщі під час Другої світової війни (пол. Polski ruch oporu w czasie II wojny światowej) — один із найзначніших підпільних рухів в окупованій нацистами Європі. Був однією зі складових діяльності Польської підпільної держави.
Став реакцією польського народу на окупаційний режим Німеччини, яка вилилася в рух опору. Основними формами боротьби в початковий період окупації були зовнішньополітична та військова діяльність еміграції, та ідеологічні, організаційні, політичні дії патріотів в окупованій країні. Рух опору сприяв консолідації різних політичних об'єднань. На перший план у цих умовах висувалося завдання національного визволення.
Головними організаціями руху опору на польських землях були Армія Крайова (близько 350 000 осіб), Селянські батальйони (близько 170 000 осіб), Національні збройні сили (близько 75 000 осіб) та Армія Людова (близько 60 000 осіб). Особливістю польського руху Опору було те, що в ньому брали участь різні політичні сили, які мали різні погляди на майбутнє Польщі, що часто призводило до зіткнень і суперечностей усередині руху Опору.

## Діяльність
Польський рух Опору включав такі організаційні форми:
- антифашистську бойову діяльність партизанів на території Польщі, диверсії проти німецьких військовиків, саботаж;
- розповсюдження антинімецької інформації та пропаганди;
- переховування від представників окупаційної влади діячів Руху, вояків союзницьких держав, інших категорій переслідуваних: євреїв і комуністів;
- діяльність поза межами Польщі з налагодження контактів і зміцнення союзу з антигітлерівською коаліцією.

## Учасники

#### Соціалісти та синдикалісти
- Польська соціалістична партія (Polska Partia Socjalistyczna) — у підпіллі з 1939 року; відома під конспіраційним криптонімом «Wolność Równość Niepodległość» («Свобода Рівність Незалежність»)
- Польська народна акція незалежності (Polska Ludowa Akcja Niepodległościowa) — заснована 1939 р.
- Бойова соціалістична організація (Socjalistyczna Organizacja Bojowa) — заснована 1943 р.
- Спілка польських синдикалістів (Związek Syndykalistów Polskich) — заснована 1941 р.
- Робітнича партія польських соціалістів (Robotnicza Partia Polskich Socjalistów) — заснована 1943 р.
- Польська Армія Людова (Polska Armia Ludowa) — заснована 1943 р.
- Барикада Вільності (Barykada Wolności) — підпільна група, заснована 1939 р.
- Гвардія (Gwardia) — підпільна організація, заснована 1939 р.
- Польська Акція Незалежності (Polska Akcja Niepodległościowa) — заснована 1939 р.
- Група «Полум'я» (Grupa «Płomienie»)
- Польська бойова спілка «Незалежність» (Polski Związek Bojowy «Niepodległość»)
- Гвардія Людова (Gwardia Ludowa WRN)
- Бойова соціалістична організація (Socjalistyczna Organizacja Bojowa)
- Синдикалістична організація «Вільність» (Syndykalistyczna Organizacja «Wolność»)
- Спілка незалежної соціалістичної молоді «Спартак» (Związek Niezależnej Młodzieży Socjalistycznej «Spartakus»)

## Хронологія подій
Польща стала першою країною на шляху агресії гітлерівської Німеччини. Розгром Німеччиною польської армії у вересневих боях 1939 року призвів до ліквідації Польщі як держави. Окупована Польща перетворилася на полігон запровадження расистської політики гітлерівців, основними напрямами якої стали: ліквідація національної самосвідомості народу, знищення активних політичних діячів, інтелігенції, асиміляція частини населення та фізичне знищення людей, перетворення захоплених земель на аграрний придаток рейху. Особливістю окупаційного режиму стало те, що колабораціонізм як політичне явище в Польщі не мало поширення.

## Пам'ять
Подвиг учасників Руху Опору увічнений кількома написами на «Могилі невідомого солдата» у Варшаві. У 1945-1990-х роках там були написи «PARTYZANTKA», «DYWERSJA», «SABOTAŻ», «PARTYZANTKA 15 V 42 — 31 VII 1944» («Партизанська війна», «Диверсія», «Саботаж», «Партизанська війна 15 V 42 — 31 VII 1944»). У 1990 році їх змінив напис «AKCJE PODZIEMIA 1939—1945» («Дії підпілля 1939—1945»).